# 恩约里亚胡赛恩普尔
恩约里亚胡赛恩普尔（Nyoria Husainpur），是印度北方邦Pilibhit县的一个城镇。总人口19782（2001年）。

## 人口
该地2001年总人口19782人，其中男性10296人，女性9486人；0—6岁人口3150人，其中男1720人，女1430人；识字率28.84%，其中男性为37.34%，女性为19.61%。